# Mycodiplosis pulsatillae
Mycodiplosis pulsatillae är en tvåvingeart som först beskrevs av Jean-Jacques Kieffer 1888.  Mycodiplosis pulsatillae ingår i släktet Mycodiplosis och familjen gallmyggor.
Artens utbredningsområde är Frankrike. Inga underarter finns listade i Catalogue of Life.